# Cボード

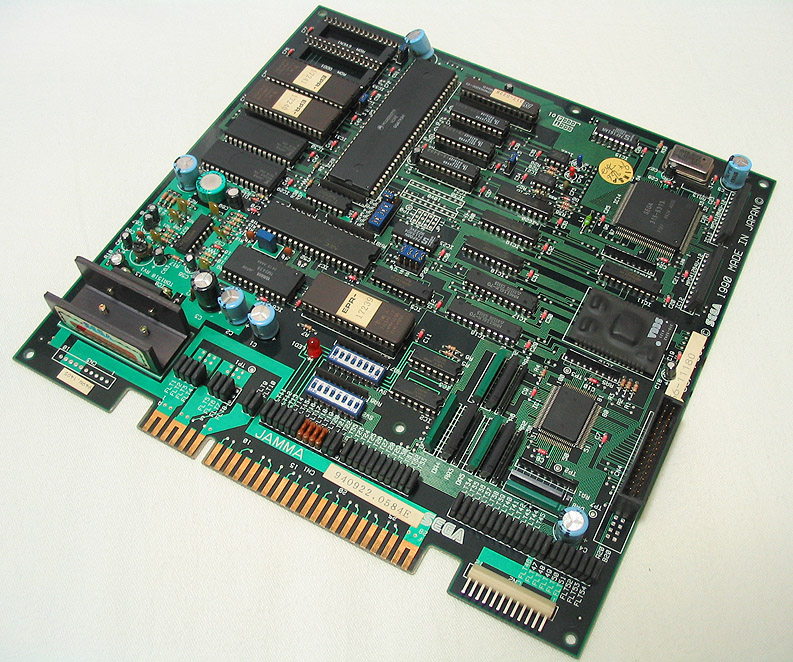
C2ボード基板（ぷよぷよ通）

「Cボード」 (英: C Board) とは、セガ・エンタープライゼスが、同社の家庭用ビデオゲーム機「メガドライブ」を元に開発したアーケードゲーム基板である。
またCボードの改良版としてADPCM音源を追加した「C2ボード」 (英: C2 Board) が存在し、これについても本稿で併せて取り扱う。

## 概要
Cボードは家庭用ビデオゲーム機「メガドライブ」を元に、一部機能の拡張と簡略化を図った小型機用タイトル向けの基板である。同時代の業務用ゲーム基板としてはコストが低く、それまでのセガのシステム基板とは違ってJAMMA配列を採用するなど、小店舗でも導入しやすかったのが特徴。
CボードおよびC2ボードは元となった家庭用のメガドライブと比較して、CPU（68000）動作クロックの高速化、VDPのカラーパレットの拡張、サンプリング音声用のADPCM音源の追加（C2ボードのみ）などの機能強化が行われている。また、この基板は2枚接続しての通信対戦機能、同社の筐体「メガロ50」のムービングシート等の外部機器の制御といったI/O周りも、業務用における用途を考慮した機能拡張がされていた。
なお、CボードおよびC2ボード用のソフトは基板販売のみで展開され、「システム1」や「システム16」といったセガが開発したシステム基板とは異なり、交換用のROMキット販売によるソフトの供給は行われなかった。そのため、複数のソフトが同一仕様の基板で発売されているものの、CボードおよびC2ボードは厳密にはシステム基板として扱われない。
ただ、ROMキットの一般販売こそ行われなかったが、セガ系列の店舗で新作を稼働させる場合においては、交換用のROMキットを各店舗へと配布し店舗側がROM交換を行うことにより新作を稼働させるということは行われていた。
ソフトのラインナップの中には、メガドライブに参入していたサードパーティー製の業務用タイトルもCボードあるいはC2ボードを使って発売された。ビデオゲームのほか、プリント倶楽部やキッズマシンなどでも使用されていた。
部品の調達難に伴い、2017年3月31日までに修理サポートが終了した。

## ハードウェアの仕様
- CPU：MC68000|68000（8.948862MHz駆動）
- ワークRAM：64KB
- VDP：315-5313
  - 解像度：320（256）ドット×224ライン
  - VRAM：64KB
  - BG：2画面+ウインドウ機能
  - スプライト：1画面に最大80個表示。サイズ8×8～32×32。横に20個まで表示可能
  - 同時発色数：32768色中128色（BGとスプライトに16色のカラーパレットが各4本）
- サウンド：FM音源（YM3438 (OPN2C) 4オペレータ）6ch, PSG（SN76489互換、VDP内蔵）矩形波3ch+ノイズ1ch, ADPCM（μPD7759）1ch[注 6]
- 通信対戦およびIO制御用ポート

## 使用タイトル

### ビデオゲーム
| 発売時期             | タイトル           | 基板     | 開発会社     | ジャンル       | 備考                                                                                   |
| -------------------- | ------------------ | -------- | ------------ | -------------- | -------------------------------------------------------------------------------------- |
| 1990年3月            | コラムス           | Cボード  | セガ         | パズル         |                                                                                        |
| 1990年4月 (北米地域) | ブロクシード       | Cボード  | セガ         | パズル         | - 日本国外版のみCボードを採用。 - 日本版はシステム18を採用し、1989年12月に発売された。 |
| 1990年9月            | コラムスII         | Cボード  | セガ         | パズル         |                                                                                        |
| 1990年12月           | サンダーフォースAC | C2ボード | テクノソフト | シューティング |                                                                                        |
| 1992年10月           | ぷよぷよ           | C2ボード | コンパイル   | パズル         |                                                                                        |
| 1993年6月            | タントアール       | C2ボード | セガ         | バラエティ     |                                                                                        |
| 1994年3月            | ポトポト           | C2ボード | セガ         | パズル         |                                                                                        |
| 1994年5月            | スタックコラムス   | C2ボード | セガ         | パズル         |                                                                                        |
| 1994年6月            | イチダントアール   | C2ボード | セガ         | バラエティ     |                                                                                        |
| 1994年8月            | ずんずん教の野望   | C2ボード | 港技研       | シューティング |                                                                                        |
| 1994年10月           | ぷよぷよ通         | C2ボード | コンパイル   | パズル         | - ロケテスト版では、基板2枚を使用した4人同時プレイにも対応していた。                   |

### ビデオゲーム (販売形態不明 / ロケテストのみ)
- ボレンチ（英語版）（セガ / 1990年[注 10][注 11]）
- ツインスカッシュ (セガ / 1991年[注 10][注 12]）
- リビット！/ 蝦蟇の園（セガ / 1991年[注 10] / ロケテストのみ[35]）
- オーパーツ（サクセス / 1992年[36] / ロケテストのみ[36]）
- セガソニックブラザーズ (セガ / 1992年[注 10] / ロケテストのみ[37])
- モニ太とリモ子のヘッドオンチャンネル (セガ / 1994年[注 10] / ロケテストのみ)

### エレメカなど
- セガ製キディライド（モニター部分のみ）

※わくわくソニックパトカー、わくわくマリンなど
- セガ製ポップコーン自動販売機（モニター部分のみ）

※それいけ！アンパンマン ポップコーンこうじょう、セガソニック ポップコーンショップなど
- プリント倶楽部（アトラス・セガ共同開発）

※初代、Vol.2ウインターバージョン、Vol.3スプリングバージョン、Vol.4、サマーバージョン、Vol.5オータムバージョンまで使用。本作はビデオキャプチャ機能に合わせて表示クロックを微調整する等カスタマイズがされており完全な互換性はない。